# ناصر كعبي
ناصر كعبي لاعب كرة قدم سعودي يلعب في نادي البكيرية كمهاجم.

## مسيرة اللاعب
لعب في نادي الهلال في الفئات السنية ووقع مع نادي البكيرية في عام 2024.